# Joaquín Abdala
Joaquín Naid Sebastián Abdala Astudillo (* 19. Januar 2000 in Cabrero) ist ein chilenisch-palästinensischer Fußballspieler. Der zentrale Mittelfeldspieler bestritt zwei Länderspiele für die palästinensische Nationalmannschaft.

## Karriere

### Verein
Joaquín Abdala kam 2020 aus der Jugend vom CD Huachipato in das Profiteam von Coquimbo Unido, mit dem er 2021 die Meisterschaft der Primera B gewann. Abdala war dabei die erste Saisonhälfte an Independiente de Cauquenes verliehen. Zur Saison 2022 wechselte er zu Trasandino, bekam dort jedoch keine Einsätze und ging nach Palästina zum Shabab al-Khalil SC. Nach einem Jahr kehrte er nach Chile zurück und unterschrieb in der Tercera B bei Comunal Cabrero, wo sein Vater Edgardo Abdala Trainer war. In der Saison 2024 spielte Abdala für Deportes Limache in der Primera B und ist seit Januar 2025 auf der Suche nach einem Verein.

### Nationalmannschaft
Abdala entschied sich für die palästinensische Nationalmannschaft, dem Land seines Vaters, aufzulaufen. Er wurde im Juni 2022 im Rahmen der Qualifikation zur Asienmeisterschaft 2024 nominiert und debütierte beim 1:0-Erfolg gegen die Mongolei. Nur wenige Tage später wurde er im weiteren Qualifikationsspiel gegen die Philippinen eingesetzt. Palästina qualifizierte sich für die Asienmeisterschaft, Abdala stand jedoch nicht mehr im Kader.

## Erfolge
Coquimbo Unido
- Chilenischer Zweitligameister: 2021

## Sonstiges
Joaquín Abdala ist Sohn des ehemaligen Nationalspielers Edgardo Abdala.